# Gare de Cernay (Val-d'Oise)
Pour les articles homonymes, voir Gare de Cernay.
La gare de Cernay est une gare ferroviaire française de la ligne de Saint-Denis à Dieppe, située dans la commune d'Ermont (département du Val-d'Oise). Elle se situe à 15,4 km de la gare de Paris-Nord.
Ouverte en 1889 par la Compagnie des chemins de fer du Nord, c'est aujourd'hui une gare de la Société nationale des chemins de fer français (SNCF) desservie par les trains de la ligne H du Transilien et ceux de la ligne C du RER.

## Situation ferroviaire
La gare de Cernay est située au sud de la commune d'Ermont. Ses quais surplombent la route départementale 192 que la ligne coupe perpendiculairement.
Établie au centre de la vallée de Montmorency, elle se situe au point kilométrique 15,372 de la ligne de Saint-Denis à Dieppe, ancien tronçon de la ligne de Paris-Nord à Lille avant l'ouverture du tronçon plus direct de Saint-Denis à Creil en 1859.
Elle se situe, en partant de la gare de Paris-Nord, après celle d'Ermont - Eaubonne et précède celle de Franconville - Le Plessis-Bouchard.

## Historique
En 1846, la Compagnie des chemins de fer du Nord met en service la section passant par Cernay de la ligne de Paris à Lille (depuis la construction d'un tracé plus direct vers Lille, cette section fait partie de la ligne de Saint-Denis à Dieppe). C'est en 1889 qu'un arrêt est créé à Cernay. Il s'agit alors d'une halte réduite à sa plus simple expression : des quais, un abri en bois et un chemin d'accès non pavé.
L'arrêt des trains à Cernay est supprimé lors de la Première Guerre mondiale.

## Fréquentation
De 2015 à 2023, les estimations de la SNCF sont les suivantes :
| Année         | 2015      | 2016      | 2017      | 2018      | 2019      | 2020      | 2021      | 2022      | 2023      |
| ------------- | --------- | --------- | --------- | --------- | --------- | --------- | --------- | --------- | --------- |
| Fréquentation | 2 993 023 | 3 026 905 | 3 047 339 | 3 036 288 | 2 994 643 | 1 248 094 | 2 505 968 | 2 643 784 | 2 800 451 |

## Service des voyageurs

### Accueil
En 2010, un guichet Transilien est ouvert du lundi au samedi de 6 h 30 à 1 h 25 et les dimanches et fêtes de 10 h à 1 h 25. Il dispose de boucles magnétiques pour personnes malentendantes.
La gare comporte un parking gratuit de 41 places.

### Desserte
La gare est desservie par les trains du réseau Transilien Paris-Nord (ligne H), à raison d'un train à la demi-heure en heures creuses, et d'un au quart d'heure en heures de pointe. Les trains sont généralement omnibus de Paris-Nord à Pontoise.
La gare est également desservie par les trains de la ligne C du RER, à raison d'un train au quart d'heure en heures creuses, et de deux trains au quart d'heure en heures de pointe, alternativement terminus en gare de Montigny - Beauchamp ou de Pontoise.
Le temps de trajet est, selon les trains, de 21 à 26 minutes depuis Paris-Nord.

### Intermodalité
La gare est desservie par les lignes 30-11, 30-22, 30-43 et CitéVal Ermont du réseau de bus Val Parisis.

## Galerie de photographies

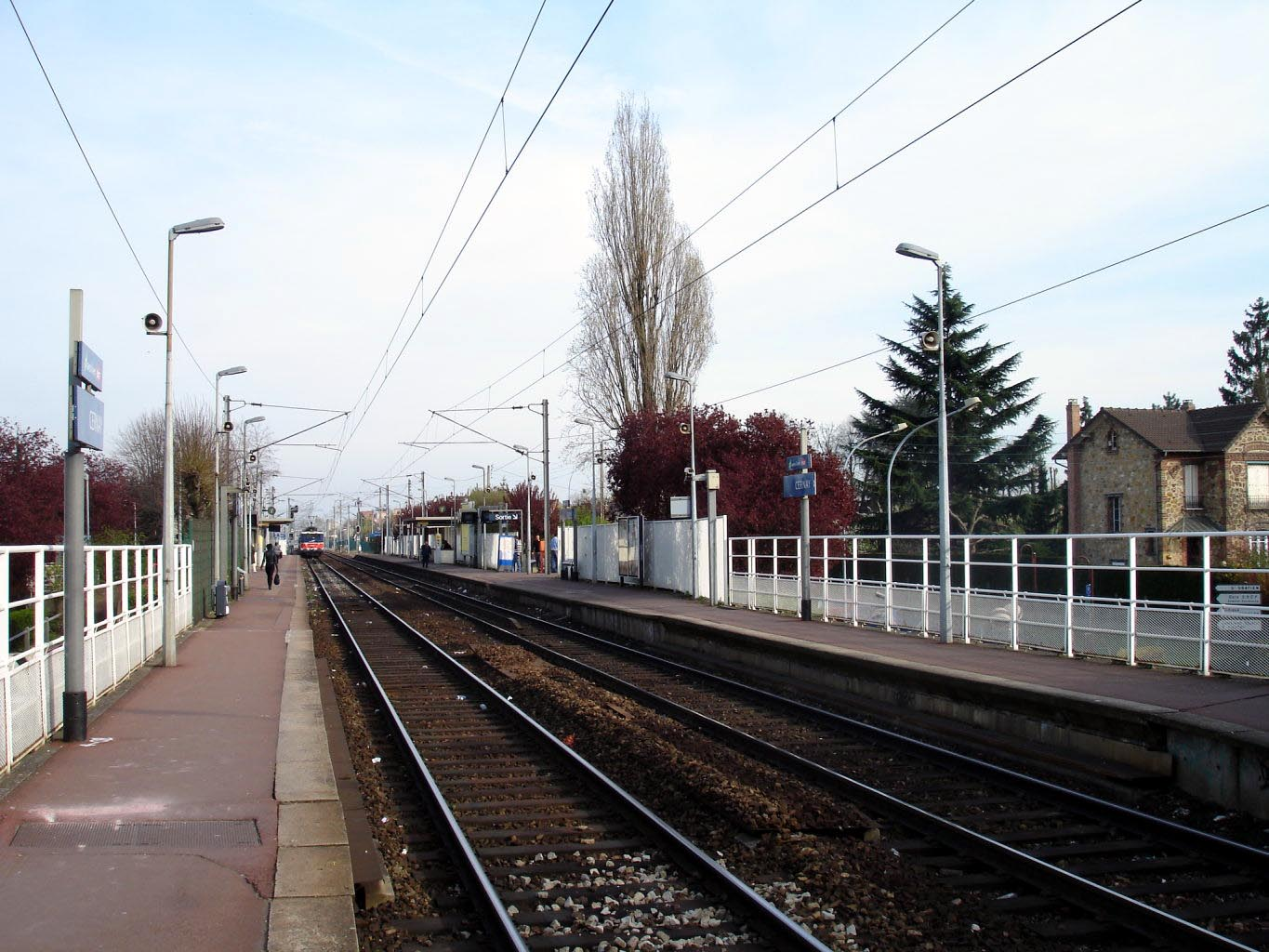
Quais de la gare.
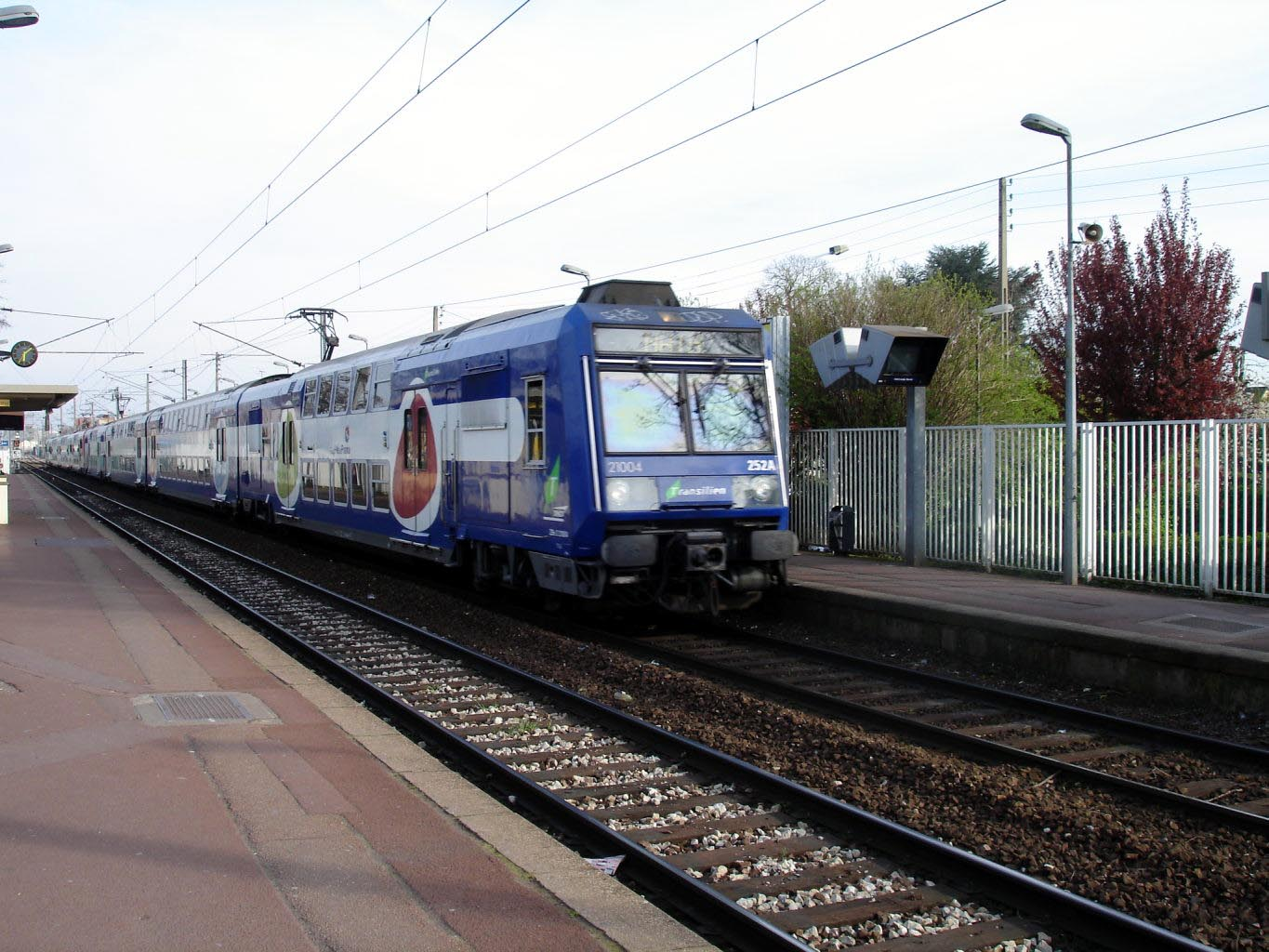
Entrée en gare d'une rame Z 20900 du RER C.
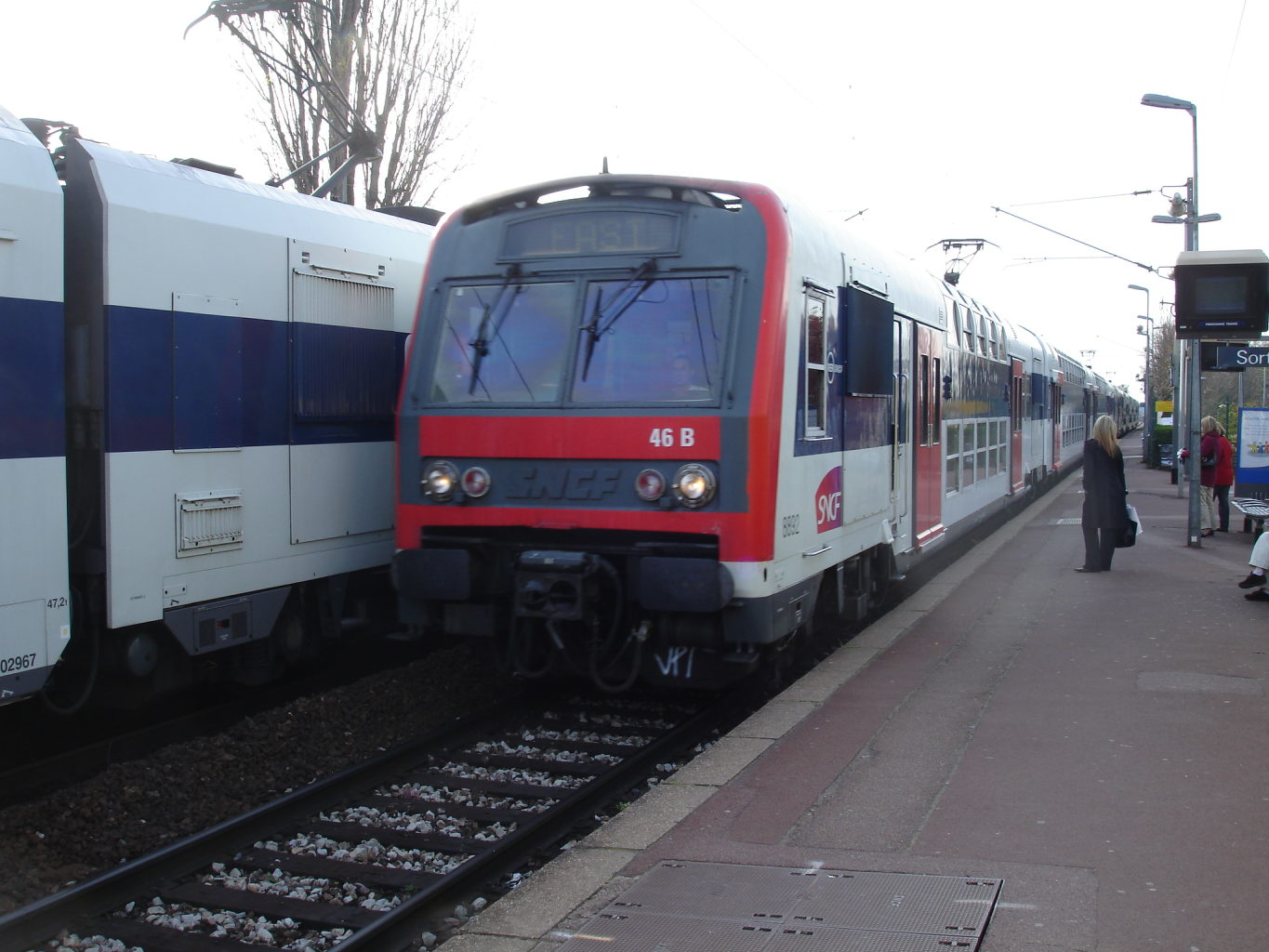
Entrée en gare d'une rame Z 8800 du RER C.
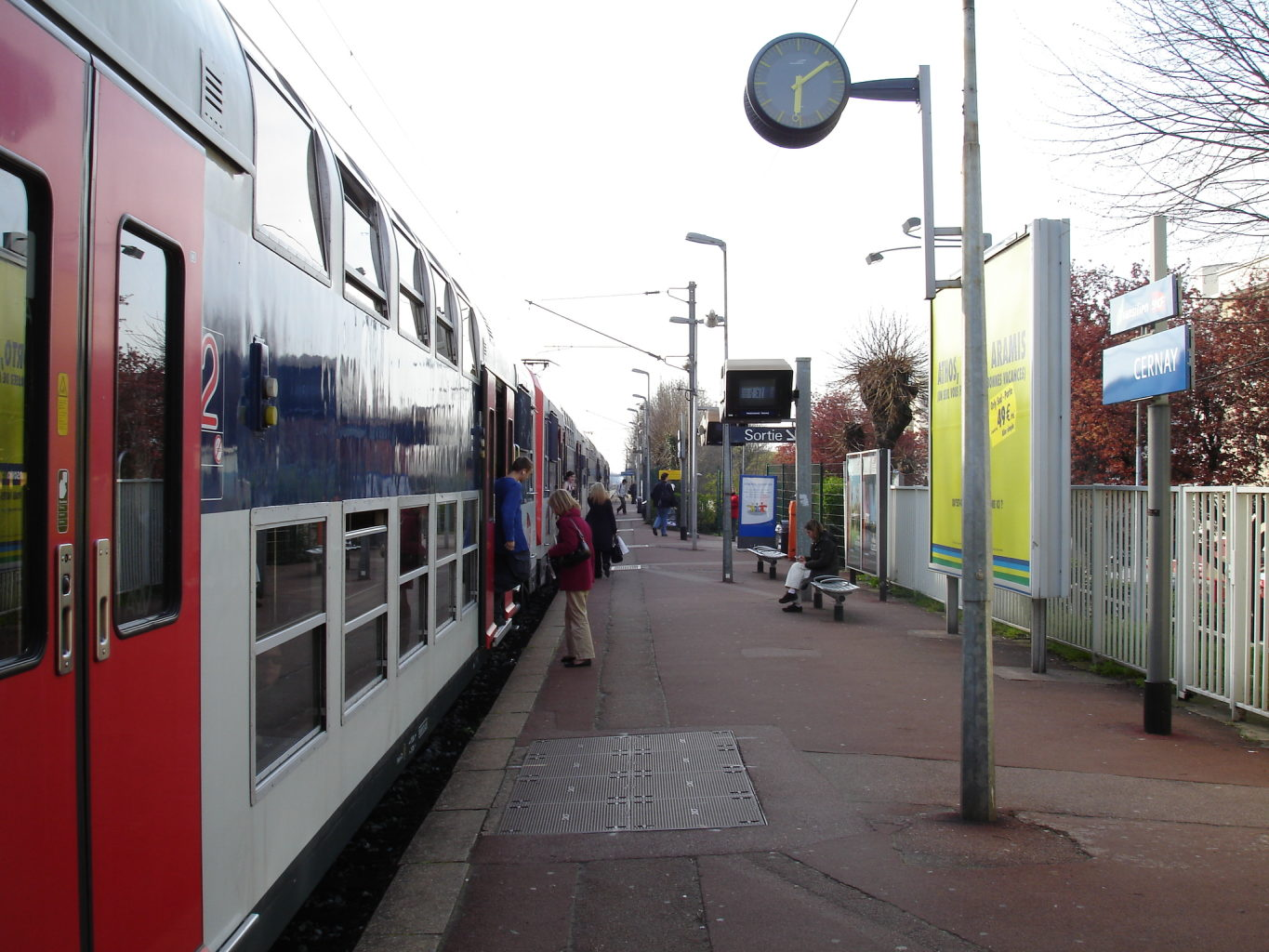
Rame Z 8800 du RER C à quai.
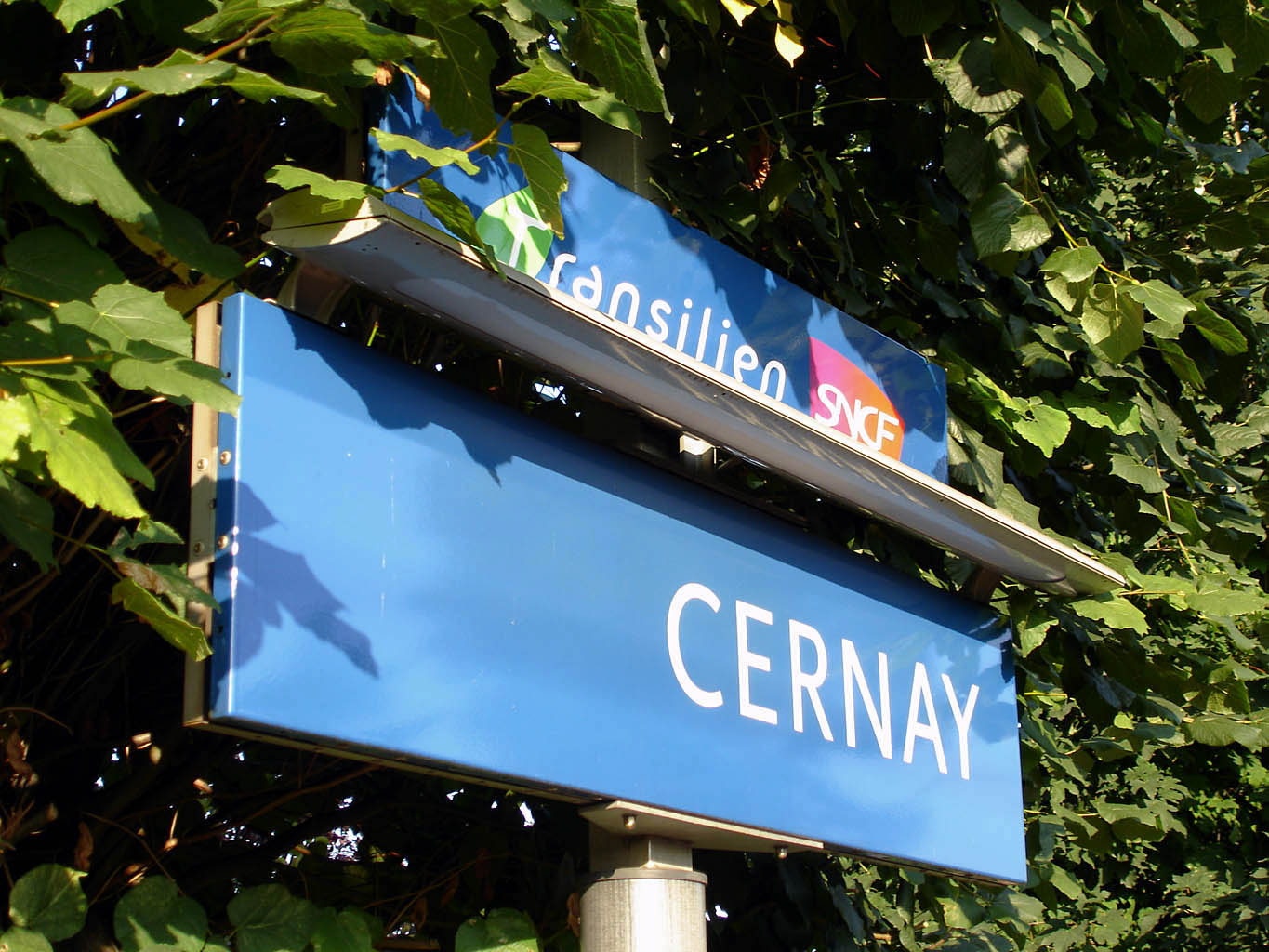
Signalétique.